# Hednota acontophora
Hednota acontophora là một loài bướm đêm trong họ Crambidae.